# Пискарёв, Андрей Александрович
Андрей Александрович Пискарёв (30 марта 1981, Москва, СССР) — российский футболист, полузащитник.
Сын футболиста и тренера Александра Пискарёва. Выступал за команды, которыми руководил отец: «Химки», «Динамо» Минск, «Мострансгаз» Газопровод, «Восток» Усть-Каменогорск. 2003 год провел во Вьетнаме за клуб «Сонг Да Намдинь». Завершил карьеру в щёлковском «Спартаке».

## Достижения
- Бронзовый призёр чемпионата Вьетнама: 2003